# Overman
Overman é um personagem de história em quadrinhos criado pela cartunista paulistana Laerte em 1998. Definido como um “super-herói brasileiro”, Overman é uma sátira ao arquétipo super-heróico do Superman, bem como o de outros super-heróis que protagonizam séries de quadrinhos norte-americanas, como as publicadas pela DC Comics e Marvel Comics.
A exemplo do personagem norte-americano, Overman possui o poder de voar, além de uma força física que o habilita, por exemplo, a erguer toneladas com os próprios braços. Seu uniforme, tal como o do Superman, é composto de roupas colantes e uma capa, com a adição de uma máscara que jamais retira, pois ele não possui uma identidade secreta (depois de suas “over-aventuras”, ele não volta a ser um pacato Clark Kent ou um milionário Bruce Wayne, por exemplo).
Overman também é orientado moralmente pela mesma fórmula bipolar do Superman, ou seja, compreender o mundo através da ótica do “bem-ou-mal”. Daí advém a maior parte da comicidade dele: sua noção moral simplista torna-o inepto à sociedade brasileira, onde freqüentemente as noções de ordem e moral precisam ser “cordialmente” burladas em favor da simples sobrevivência do indivíduo (vide "jeitinho"). Overman, travestido de super-herói, privado de uma identidade secreta, é incapaz de entender isso.
Tal como todo super-herói, Overman possui também um “ajudante”. Chama-se Ésquilo, com quem divide uma vaga em uma pensão decadente no Ipiranga, localizada ao lado de um estacionamento. Overman recebe pedidos de socorro através de um telefone público e de um mural de recados. Ainda que combata supervilões, Overman passa a maior parte de suas “aventuras” lidando com problemas cotidianos. O contraste entre a função principal do personagem – a de herói, divulgador de bom exemplo, fazedor de proezas – e as pressões da vida cotidiana brasileira – contas a pagar, desemprego, inflação, etc. – dão argumento à maior parte das piadas.

## Origens
Em história publicada no site Cybercomix, Overman é atormentado por visões daquilo que poderia ter sido seu passado. Nestas visões, Overman é chamado de “Sonão” por uma moça denominada Lucy. Ambos trabalham em um circo de periferia cuja atração principal são rinhas de “gabirus” (nos quadrinhos, “homens-ratos” recolhidos da periferia). Quando não há gabirus adequados para a rinha, Lucy e Overman realizam o espetáculo de “Lucy, a Mulher Gorila”. 
Enganados pelo empresário, Overman decide matá-lo, por sugestão de Lucy. Enquanto fogem com o dinheiro do circo e com o cadáver do empresário, Overman e Lucy são cercados por uma “tribo” de gabirus, que captura Lucy e saúdam Overman pelo nome de “Ratão”. O sumo-sacerdote dos gabirus ordena que a garota seja imobilizada sobre uma mesa ritual de sacrifícios. A Overman é oferecida a “honra” de cometer o sacrifício; mas o herói sente-se mais atraído pela roupa vestida pelo sumo-sacerdote. Esta roupa seria o futuro uniforme dele.

## Vilões
Os supervilões das tiras de Overman aparecem aleatoriamente, não cumprindo função definitiva. Não existe vilões cruciais às tramas, tal como ocorre, por exemplo, entre Coringa e Batman. 
- Maníaco Flatulento: foi uma criança de intelecto superior desprezada pelos amigos. Buscando vingança, ingeriu um “agente químico flatulínico”, desenvolvido por ele mesmo; desde então, passou a praticar atos de terrorismo em locais com grande concentração de pessoas. Depois de capturá-lo em um estádio lotado, Overman conclui que não havia como realmente detê-lo, decidindo assim “largá-lo sem querer” na boca de um vulcão.

- Passador de Trote: quando criança, teve como única companhia o telefone. Decidiu passar trote para todos, como forma de chamar a atenção. Fez disso um modo de vida, tornando-se assim um supervilão.

- Louva-Deusa: um híbrido de mulher com louva-deus, criada a partir da própria imaginação de Overman, que afirma não ter sido "capaz de imaginar isso". A única palavra que Louva-Deusa sabe articular é “pa-pai”, o que Overman descobriu significar “matar”. Com esta supervilã, Overman estranhamente mantém uma relação de protetor.

- Space Ghost: este não é exatamente um vilão: Overman apenas insiste em dizer que teve o design de seu uniforme roubado por este personagem de Hanna-Barbera. Space Ghost muitas vezes surge nas tiras de Overman, muitas vezes para brigar com ele.

- Pane: uma garota desejada por todos, mas que fora abandonada pelo noivo, o que desencadeou nela um “choque elétrico”, responsável por dotar o olhar dela de um “estranho poder”. Desde então, Pane tornou-se capaz de causar panes em aparelhos e motores, à distância e incógnita.

- Praga: um vilão que foi jogado pelo próprio Overman dentro de uma prensa mecânica há cinco anos, e entupiu Overman de pizza para que o mesmo não seja páreo para ele, e supostamente o matou jogando em uma prensa mecânica. Mas tarde Overman aparece vivo.

- Capitalista Imundo: um vilão que faz negócios sujos com o seu poder capitalista. Tem o costume de assoar o nariz em notas de dinheiro.
- Doktor Mutag: uma ameaça transgenica que sob o disfarce de "tia Mimi", comandava um programa culinária  e pretendia criar uma nova raça mutante, da qual ele seria o imperador.

- Alexandra: uma vilã forçuda que deu um cacete em Overman.

- Grande Rabo: a única parte visível desse monstro é o rabo enorme e devastador. Talvez seja todo o monstro.

- SuperVítima: o vilão mais temido por Overman, que jamais conseguiu detê-lo. Quanto mais é agredido, mais vítima se torna. SuperVítima caminha com diversos relógios de pulso, colares de ouro, etc., para chamar a atenção de um possível agressor. Na falta de um, usa o superpoder de tornar qualquer indivíduo comum em um criminoso; para isso, traz consigo várias armas de fogo, que são misteriosamente postas nas mãos de gente comum. Ainda que não queira cometer o crime, o indivíduo acaba assaltando SuperVítima, o que só aumenta os poderes deste supervilão.

## Outras mídias

### Televisão
Em 2006, Overman foi adaptado em curtas de animação no projeto Cartum Netiuorque,  exibido no bloco Adult Swim do Cartoon Network Brasil, o projeto foi idealizado pelo animado Daniel Messias.

### Cinema
Em agosto de 2023, foi anunciado que Overman está sendo adaptado para um filme, dirigido por Tomás Portella e estrelado por Caco Ciocler.